# Bettone di Sens
Bettone di Sens (Sens, IX secolo – Auxerre, 24 febbraio 918) è stato un vescovo e monaco cristiano franco.

## Biografia
Bettone, originario di Sens, fu dapprima monaco dell'abbazia di Santa Colomba a Saint-Denis-lès-Sens e poi abate dell'abbazia di Sant'Eracle a Sens. Successivamente fu nominato, al posto di Ansegiso di Fontenelle, preposito di Santa Colomba, cioè, responsabile per le cose materiali dell'abbazia e le sue dipendenze, carica che mantenne per 30 anni. Bettone fu uno dei protagonisti dello sviluppo dell'abbazia di Santa Colomba. Cinse di mura difensive l'abbazia.
Nel 915, fu nominato vescovo di Auxerre, carica che mantenne fino alla morte, avvenuta nel 918.
Il comune di Marchais-Beton lo porta nella seconda parte del suo nome il ricordo del santo vescovo che fece ingrandire lo stagno Grand Marchais nelle dipendenze del priorato di Grandchamp; questo stagno in seguito fu detto "Marchais Betton", nome che poi prese il vicino villaggio, divenuto città nel 1494.

## Il culto
Il giorno dedicato al santo è quello del transito, il 24 febbraio.